# Riksdagen 1891
Riksdagen 1891 ägde rum i Stockholm.
Riksdagens kamrar sammanträdde i gamla riksdagshuset den 15 januari 1891. Riksdagsarbetet inleddes ceremoniellt genom riksdagens högtidliga öppnande i rikssalen på Stockholms slott. Riksdagen avslutades den 15 maj 1891.